# Egabro
Egabro (łac. Diocesis Egabrensis) – stolica historycznej diecezji w prowincji Hispania Baetica istniejącej w czasach rzymskich (do IX wieku). 
Starożytne miasto Egabro odpowiad współczesnemu miastu Cabra, w Andaluzji w Hiszpanii. Obecnie katolickie biskupstwo tytularne ustanowione w 1969 przez papieża Pawła VI. 

## Biskupi tytularni
| Lp. | Biskup           | Funkcja                                         | Od                   | Do              |
| --- | ---------------- | ----------------------------------------------- | -------------------- | --------------- |
| 1   | Hubert Luthe     | biskup pomocniczy Kolonii (Niemcy)              | 28 października 1969 | 18 grudnia 1991 |
| 2   | Reginald Cawcutt | biskup pomocniczy Kapsztadu (Południowa Afryka) | 29 maja 1992         | 5 sierpnia 2022 |
| 3   | Ramón Valdivia   | biskup pomocniczy Sewilli (Hiszpania)           | 1 kwietnia 2023      |                 |